# Galakcjon (Stângă)
Galakcjon, imię świeckie Gheorghe Stângă (ur. 17 maja 1953 w Constantin Brâncoveanu) – rumuński biskup prawosławny.

## Życiorys
Ukończył liceum w Slobozii, następnie seminarium duchowne w Bukareszcie i studia teologiczne na uniwersytecie w tymże mieście. Przez semestr kształcił się, w ramach wymiany, w zakresie teologii ekumenicznej w Bossey. Jeszcze jako student, w 1976, złożył wieczyste śluby mnisze w monasterze Crasna. Od 1980 do 1996 był przełożonym tejże wspólnoty, od 1990 łącząc tę funkcję z obowiązkami egzarchy (dziekana) monasterów na terenie archieparchii Bukaresztu. W 1994 otrzymał godność archimandryty.
W 1996 został pierwszym ordynariuszem nowo powołanej eparchii Aleksandrii i Teleormanu. Jest wiceprzewodniczącym Rumuńskiego Towarzystwa Numizmatycznego.